# Bent Out of Shape
Bent out of Shape — седьмой студийный альбом рок-группы Rainbow, вышедший в 1983 году.
На русский это идиоматическое выражение можно перевести как «вышедший из себя», но обложка иллюстрирует буквальное значение — «выхода из формы».

## Об альбоме
Диск был записан в Копенгагенской студии Sweet Silence Studio за семь недель. Альбом достиг 11-й позиции в UK Albums Chart, проведя в нём в общей сложности 6 недель. В чарте Billboard 200 альбом поднялся до 34-й позиции и провёл в нём 5 месяцев.
По словам Джо Линн Тёрнера, когда появился Bent Out of Shape, группа продолжила движение в более коммерческом направлении: «Я думаю, что производство было немного более гладким в тот момент, потому что Роджер проявил свою компетентность и свои способности продюсера. Может быть, если бы мы оставили его немного более сырым, все было бы по-другому. Точно так же, многие люди любят эту запись. Это коммерческая запись, ориентированная на рок-радио».
На песни «Street of Dreams» и «Can’t Let You Go» были сняты видеоклипы. Режиссёром первого клипа был Сторм Торгерсон. Клип «Street of Dreams» запретили к показу на MTV как демонстрирующий технику гипноза. Второй клип снимал Доминик Орландо. Съёмки происходили в Нью-Йорке. Сюжет был навеян фильмом 1920 года «Кабинет доктора Калигари».
«Street Of Dreams» остаётся одной из любимых песен Блэкмора, который перезаписал её в двух версиях для альбома 2006 года своей группы Blackmore's Night, The Village Lanterne. Солистка Кэндис Найт спела её на регулярном релизе, в то время как в делюкс-издании релиза была запись песни в дуэте с участием Найт и самого Тёрнера.
«Я написал её вместе с Джо. Одна из моих любимых мелодий — «Street of Dreams». На мой взгляд, это была лучшая песня Rainbow. Мне нравится эта песня. Я горжусь ей».
— Ричи Блэкмор, Far Out Magazine
Композиция «Anybody There» была номинирована на премию «Грэмми» в категории «Лучшее инструментальное рок-исполнение», однако победа досталась другому исполнителю.

## Критика
Музыкальный критик Мартин Попофф в своём обзоре для Goldmine Magazine полагает, что Bent out of Shape отличается наибольшей последовательностью стиля и аранжировки среди всех записей группы с Джо Линн Тёрнером, «словно группа преобразовала своенравное, хаотичное звучание во что-то более атмосферное и целенаправленное». Песни, которые лучше всего демонстрируют этот приобретённый «голос», по мнениию журналиста,— это «Stranded», «Can’t Let You Go», «Desperate Heart» и «Street of Dreams», а также две инструментальные композиции, которые не сильно им уступают.
Журнал Classic Rock напротив, прохладно встретил альбом Bent out of Shape, отметив в своем обзоре только треки «Firedance», «Drinking With The Devil» и инструментальную композицию «Anybody There», которые звучали для поклонников, как оригинальная Rainbow. Синглы «Street Of Dreams» (достигший 52-го места в Великобритании и 60-го в США) и «Can’t Let You Go», по мнению обозревателя журнала, доказали, что направление AOR имеет определённые преимущества, пусть даже оно зачастую и не достигало цели. 

## Список композиций
Авторы песен — Ричи Блэкмор и Джо Линн Тёрнер, кроме отмеченных.
1. «Stranded» — 4:25
2. «Can’t Let You Go» (Тёрнер, Блэкмор, Дэвид Розенталь (вступление)) — 4:18
3. «Fool for the Night» — 4:04
4. «Fire Dance» (Тёрнер, Блэкмор, Роджер Гловер, Розенталь) — 4:30
5. «Anybody There» (Блэкмор) — 2:36
6. «Desperate Heart» — 4:00
7. «Street of Dreams» — 4:23
8. «Drinking with the Devil» — 3:41
9. «Snowman» (Говард Блэйк, аранжировка Блэкмора) — 4:33
10. «Make Your Move» — 3:55

## Участники записи
- Джо Линн Тёрнер — вокал
- Ричи Блэкмор — гитара
- Дэвид Розенталь — клавишные
- Роджер Гловер — бас-гитара
- Чак Бурги — ударные

## Синглы
- 1983 — «Street of Dreams»/«Anybody There»
- 1983 — «Street of Dreams»/«Anybody There»/«Power» (live) — 12" release
- 1983 — «Can’t Let You Go»/«All Night Long» (live)
- 1983 — «Can’t Let You Go»/«All Night Long» (live)/«Stranded» (live) — 12" release
- 1983 — «Can’t Let You Go»/«Drinking with the Devil» — Spain